# Mühlenstraße 177–179 (Mönchengladbach)

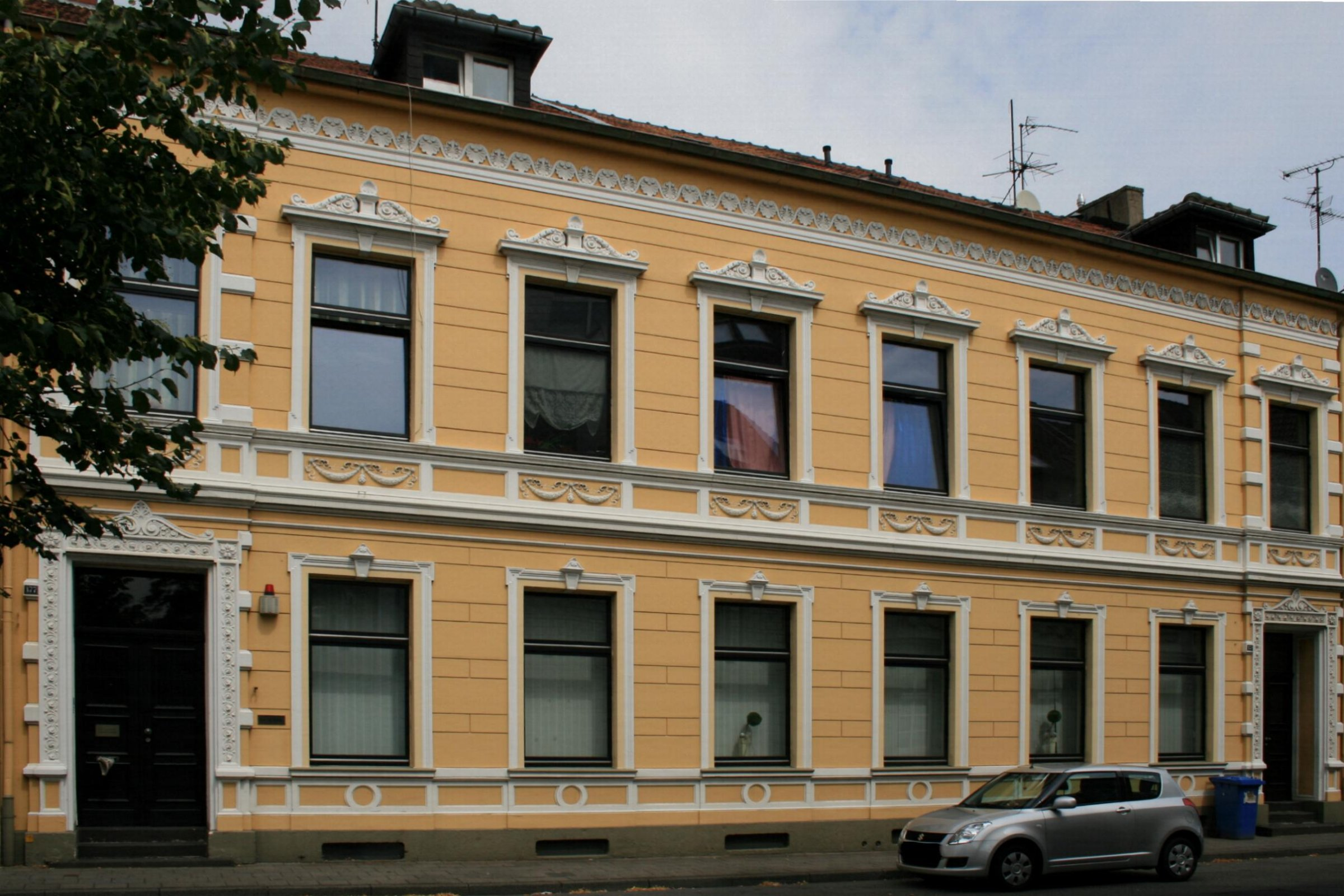
Wohngeschäftshaus (2010)

Das Wohngeschäftshaus Mühlenstraße 177–179 steht im Stadtteil Rheydt in Mönchengladbach (Nordrhein-Westfalen).
Das Gebäude wurde 1876  erbaut. Es wurde unter Nr. M 022 am 14. Oktober 1986 in die Denkmalliste der Stadt Mönchengladbach eingetragen.

## Lage
Das Doppelhaus liegt in dem Teil der Mühlenstraße, der auf den (aufgegebenen) Bahnhof Geneicken führt.

## Architektur
Bei dem Objekt handelt es sich um ein zweigeschossiges Doppelwohn- und Kontorhaus aus dem Jahre 1876. Das traufständige Haus zeigt zur Straßenfront acht Achsen und wird von einem Satteldach mit zwei Mansarden (von 1938) überdeckt. Insgesamt ein dezentes Beispiel historischer Architektur.